# Sufixo nominalizador

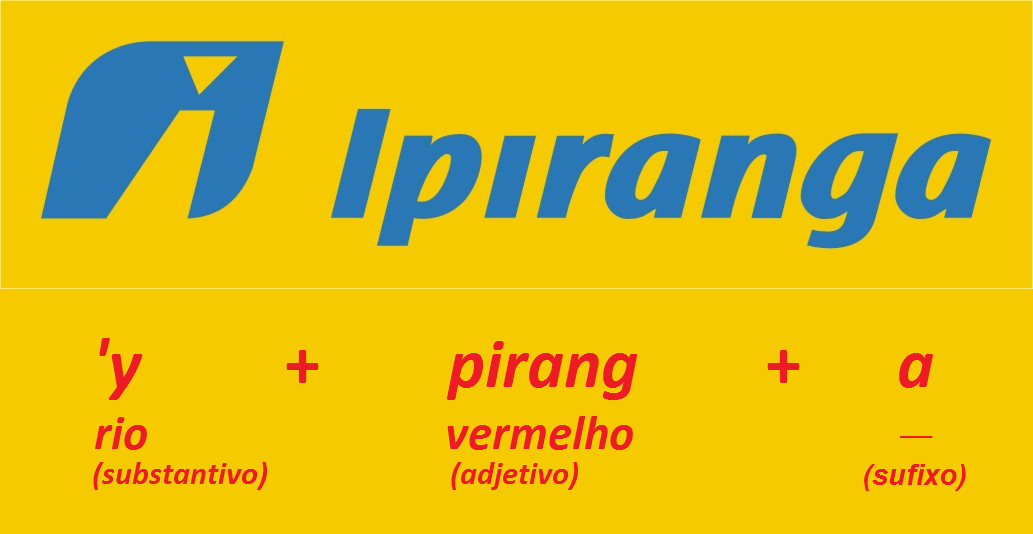
Explicação etimológica de uma palavra em tupi que apresenta o sufixo substantivador

O sufixo nominalizador, sufixo nominal, ou sufixo substantivador é um sufixo encontrado em várias línguas da família tupi-guarani, sendo usado para transformar um verbo ou um adjetivo em um substantivo. 
Tomando como exemplo a língua tupi, todos os substantivos terminam em vogal. Se não terminam, deve-se acrescentar o sufixo -a ao final (isto é, o sufixo nominalizador).
- 'y + un + a = rio + negro/escuro + sufixo (Iúna, município do Espírito Santo)

Acima, há um exemplo de composição. Em tupi, mais de uma palavra pode se unir para formar uma palavra só. Essa palavra terá a função de substantivo. Portanto, 'yuna (rio escuro), em tupi, forma uma unidade conceitual, sendo um substantivo como outro qualquer.
O sufixo substantivador será sempre átono (isto é, nunca será a sílaba tônica).